# William Toby White
William Toby White – australijski ichtiolog. Prowadzi badania dotyczące bioróżnorodności spodoustych (rekinów i płaszczek) na podstawie morfologicznych oraz molekularnych różnic. 

## Edukacja
William White otrzymał tytuł licencjata (1997) oraz doktora (2003) na wydziale Nauk Biologicznych Uniwersytetu Murdocha w Perth. W pracy doktorskiej pt. "Aspects of the biology of elasmobranchs in a subtropical embayment in Western Australia and of chondrichthyan fisheries in Indonesia" zbadał i przedstawił podział przestrzenny zasobów żywnościowych dostępnych dla rekinów i płaszczek w wodach Zatoki Rekina u wybrzeży Australii oraz opisał częstotliwość połowów poszczególnych gatunków spodoustych u wybrzeży południowo-wschodniej Indonezji. W latach 2004–2006 kontynuował pracę na Uniwersytecie Murdocha, czego efektem było między innymi opublikowanie wraz ze współpracownikami pracy dotyczącej skali rybołówstwa spodustych w wodach wschodniej Indonezji oraz jego wpływu socjoekonomicznego na zasoby rekinów i płaszczek w wodach Australii.

## Kariera zawodowa
Od 2006 roku pracuje jako ichtiolog dla Australian National Fish Collection, która jest częścią CSIRO Marine and Atmospheric Research z siedzibą w Hobart. Do 2014 roku wydał (również z współautorami) 137 publikacji oraz opisał ponad 50 nowych gatunków rekinów i płaszczek (w tym choćby Carcharhinus humani) oraz 7 gatunków ryb kostnoszkieletowych. Innym obszarem jego badań jest stan rybołówstwa morskiego w krajach rozwijających się, zwłaszcza w Papui-Nowej Gwinei i Indonezji. Od 2011 roku pełni funkcję redaktora periodyku Icthyological Research.